# Xynobius pilosiscutum
Xynobius pilosiscutum är en stekelart som först beskrevs av Fischer 1962.  Xynobius pilosiscutum ingår i släktet Xynobius och familjen bracksteklar. Inga underarter finns listade i Catalogue of Life.